# Kierilampi
Kierilampi är en sjö i Finland. Den ligger i kommunen Kemijärvi i landskapet Lappland, i den norra delen av landet, 800 km norr om huvudstaden Helsingfors. Kierilampi ligger 233 meter över havet. Arean är 11,6 hektar och strandlinjen är 1,46 kilometer lång. Sjön  ingår i Kemi älvs huvudavrinningsområde. 